# Satyrus naryna
Satyrus naryna är en fjärilsart som beskrevs av Andrej Nikolajewitsch Avinoff och Sweadner 1951. Satyrus naryna ingår i släktet Satyrus och familjen praktfjärilar. Inga underarter finns listade.